# 東芝今朝一番
『東芝今朝一番』（とうしばけさいちばん）は、東芝の一社提供で、STVラジオ・ニッポン放送・東海ラジオ・ABCラジオ・KBCラジオで2002年9月まで放送されていた企画ネット番組。
放送時間は平日の朝7時 - 7時10分だったが、ABCラジオのみ編成の都合上朝7時46分 - 7時56分頃に放送されていた（当時放送していた枠が『おはようパーソナリティ道上洋三です』番組内の別のスポンサード枠だったため、7時 - 7時10分では放送できなかった）。しかし、東芝の都合で降板となり、現在は消滅している。
内容はニュースと天気予報・交通情報を中心にビジネスマンの通勤に役立つ情報や鉄道の運転情報も案内していた。
数少ない大手電機メーカー提供のラジオ番組だったが、この番組の終了に伴い、大手電機メーカー提供のラジオ番組はJRN系列などで放送中の『歌のない歌謡曲』（パナソニック（旧・松下電器）提供）のみとなったが、こちらも2023年9月29日の放送を以てパナソニックがスポンサーを降板した事により、大手電機メーカー提供のラジオ番組は完全に消滅した。
東芝の提供はこのあと深夜枠の「TOSHIBA Presents @llnightnippon.com LF+R リスナーズBEST」へ移った。

## 放送していた時期の各局ワイド番組名
- 北海道
  - STVラジオ『オハヨー!ほっかいどう』（提供コメントは「北海道東芝販売グループの提供でお送りします(しました)」またニッポン放送と同じ提供コメントの時もあった）
- 関東広域圏
  - ニッポン放送『高嶋ひでたけのお早よう!中年探偵団』（提供コメントは「ビジネスマンの朝を応援する。東芝がお送りします(しました)」
    - オープニングテーマがあり、時報直後の中年探偵団のジングルと一体化した形になっていた。
- 中京広域圏
  - 東海ラジオ放送『天野良春の朝からごきげん』→『おはよう松原敬生です』（ニッポン放送と同じ提供コメント）
- 近畿広域圏
  - ABCラジオ『おはようパーソナリティ道上洋三です』（提供コメントは「人と、地球の、明日のために。東芝がお送りいたします(いたしました)」コーナー前後に東芝のラジオCMが入る）
- 福岡県
  - KBCラジオ『中村もときの通勤ラジオ』（前クレはニッポン放送と同じ提供コメント、後クレは「九州東芝販売の提供でお送りしました。」）